# Petanque
Petanque (udtalt på fransk: petãk; eller occitansk: peˈtaŋkɔ) er et boldspil, hvor målet er at kaste ens petanquekugler så tæt som muligt på en lille trækugle, kaldet "grisen".
Spillet spilles normalt på en hård sand- eller grusbane, men kan også spilles på græs. Spillet er i familie med boccia og spilles både som et underholdningsspil om sommeren og som turnerings-sport.
Petanque er især populært i det sydlige Frankrig, hvor der findes hele 480.000 registrerede spillere, som deltager i turneringer[kilde mangler].

## Regler
En petanquekamp spilles af to dystende hold. Hvert hold består af 3 spillere med hver 2 kugler (triple), eller 2 spillere med hver 3 kugler (double). Det ene hold starter kampen med at kaste målkuglen (grisen = cochonnet) ud i en afstand af mellem 6 og 10 meter. 
En spiller fra dette hold skal så forsøge at kaste sin kugle så nær grisen som muligt. Det er nu det andet holds tur, indtil de har en kugle nærmest grisen. Når alle 12 kugler er kastet, har et af holdene point efter, hvor mange kugler de har nærmere grisen end modstandernes nærmeste kugle. En ny runde kan derpå påbegyndes. En kamp spilles til 13 point.

## Kultur
Det franske kuglespil er en verdensomspændende sport, der dyrkes på alle niveauer og af alle aldersgrupper. Kælenavnet for petanque er "boules", som er det franske ord for kugler. Dette navn bruges i hverdagssammnehænge: "Skal vi ud og spille kugler?". Sporten dyrkes på grusunderlag af varierende art, men altid grus. Banerne kan være tunge og bløde sandholdige grusbaner i den nemme ende og nærmest asfaltagtige og skærvebelagte i den allermest udfordrende ende, som til et verdensmesterskab. 
Petanque er traditionelt en hyggebeskæftigelse i sommervarmen i det sydlige Europa. Der er en masse kultur og traditioner forbundet med at tage et slag petanque. Fx er det for de ældre mænd i Frankrig normen at tage en pastis i forbindelse med en kamp, når det skal være ekstra hyggeligt. I den anden og mere professionelle ende af skalaen findes de toptrænede idrætsudøvere, der skal være i form teknisk, mentalt og fysisk for at være med blandt de bedste. 
En turnering spilles typisk over en weekend. Der afholdes tripler om lørdagen og doubler om søndagen. Til en god turnering i Danmark deltager omkring 150 hold. Til de største turneringer i Frankrig kan der være flere tusinde tilmeldte hold. Kommer man langt i en turnering, kan man risikere at skulle stå og dyste om sejren klokken 22-23 om aftenen. Da en turnering typisk begynder klokken 10, er det mange timer, man skal være frisk og kunne koncentrere sig.